# Martin Aagaard

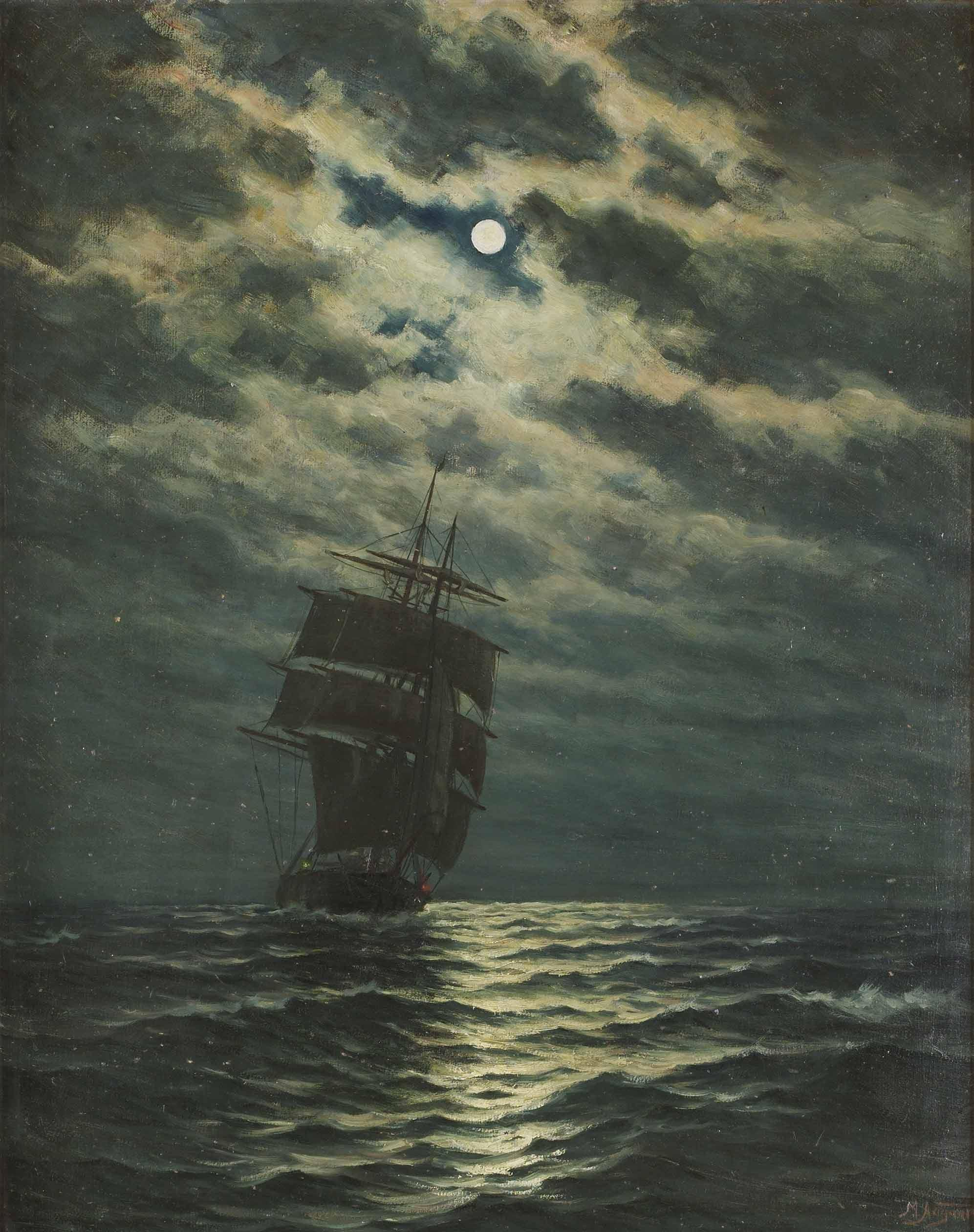
Skips i måneskinn

Zacharias Martin Aagaard (n. 13 octombrie 1863 – d. 6 decembrie 1913) a fost un pictor norvegian, specializat în picturi marine.

## Viață timpurie
Zackarias Martin Aagaard s-a născut în municipalitatea Levanger din comitatul Nordre Trondheim, din Norvegia. A fost educat la Școala Tehnică din Trondheim și la Școala Regală de Desen (actuala Academia națională norvegiană de meserii și arte industriale) din Oslo.
A studiat cu Harriet Backer și Knud Bergslien, respectiv a ucenicit o vreme cu Christian Krohg. În cursul pregătirii sale, a studiat locurile din jurul zonelor Lofoten și Finnmark.

## Viață ulterioară
A expus picturile sale începând cu 1898, începând cu orașul Bergen din Noevegia natală. Mai apoi, a fost unul dintre expozanții norvegieni dela Expoziția Universală de la Paris din 1900, unde au fost expuse marinele sale.
Mai multe din picturile sale sunt de dimensiuni mari. În 1909, AAgaard, aflat la Trondheim, unde i s-au comandat niște lucrări, a executat mai multe, printre care și una de largi dimensiuni, înfățișând târgul local cu meșteșugari și artizani.
Lucrările sale se găsesc expuse în Muzeul Maritim Bergen, Muzeul Nordmøre și Muzeul Maritim Trondheim, printre alte locuri unde sunt expuse public.

Martin Aagaard a decedat în 1913 la Kristiania.

## Lucrări vândute
În anii recenți, unele din tablourile lui Martin Aagaard au fost vândute în intervalul $ 438 USD pentru 'Ångare' și $11.929 USD pentru 'Norske Båter Langs Kysten'.

## Galerie

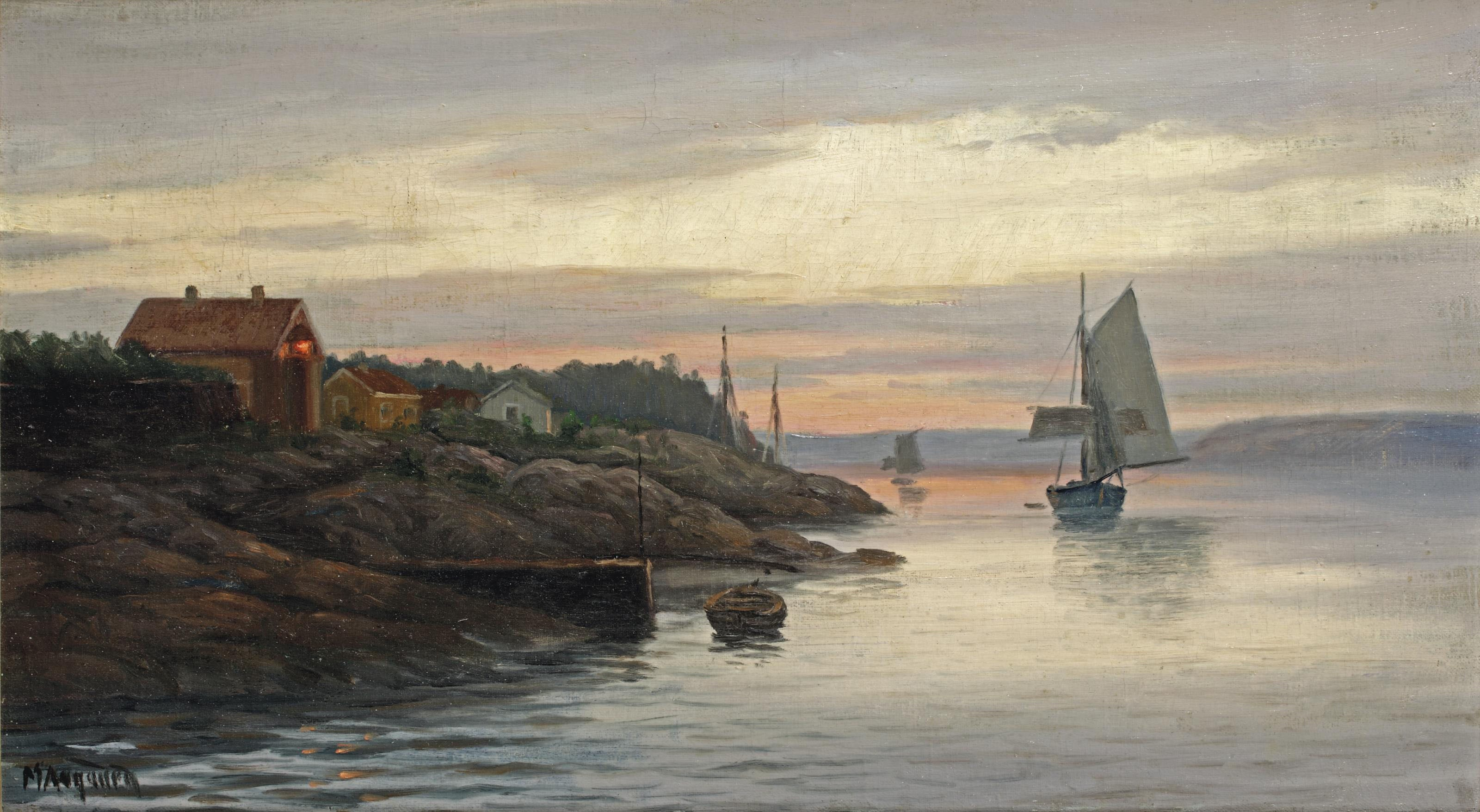
Umbes (1880)
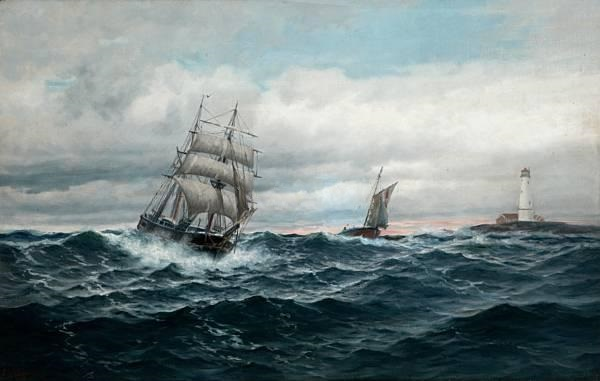
For fulle seil
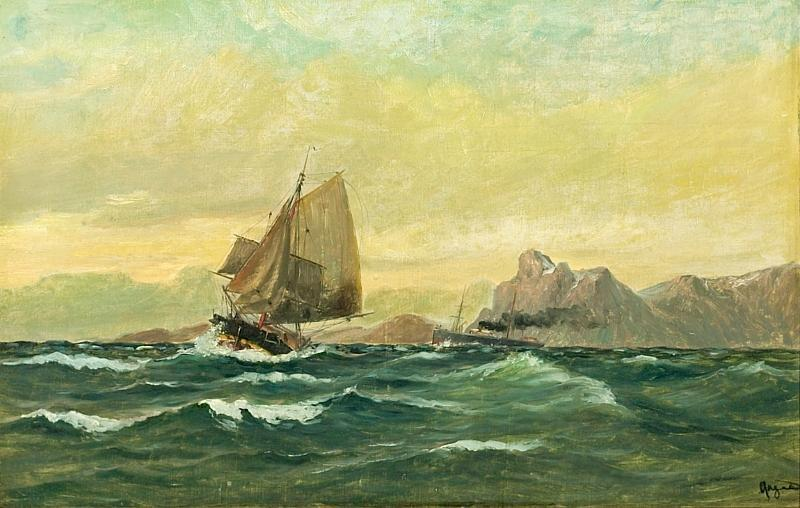
Sjølandskap med fjellformasjoner
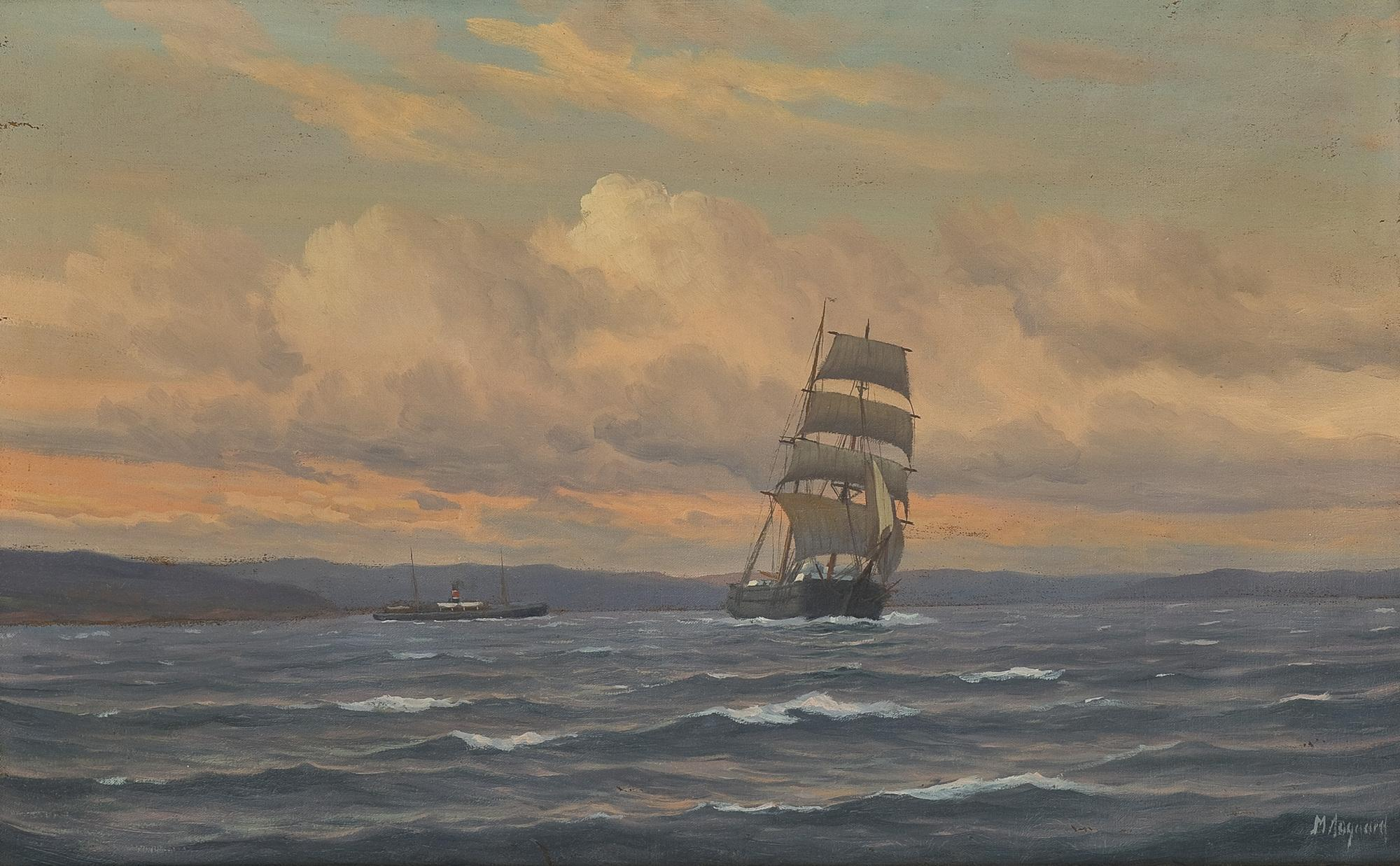
Seilskute Og Dampskip (1886)
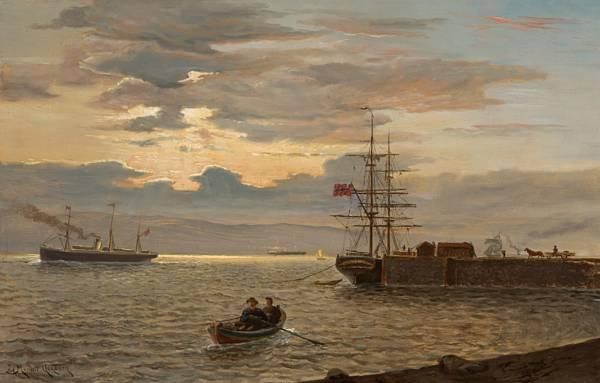
Tyskerbryggen i Bergen (1886)
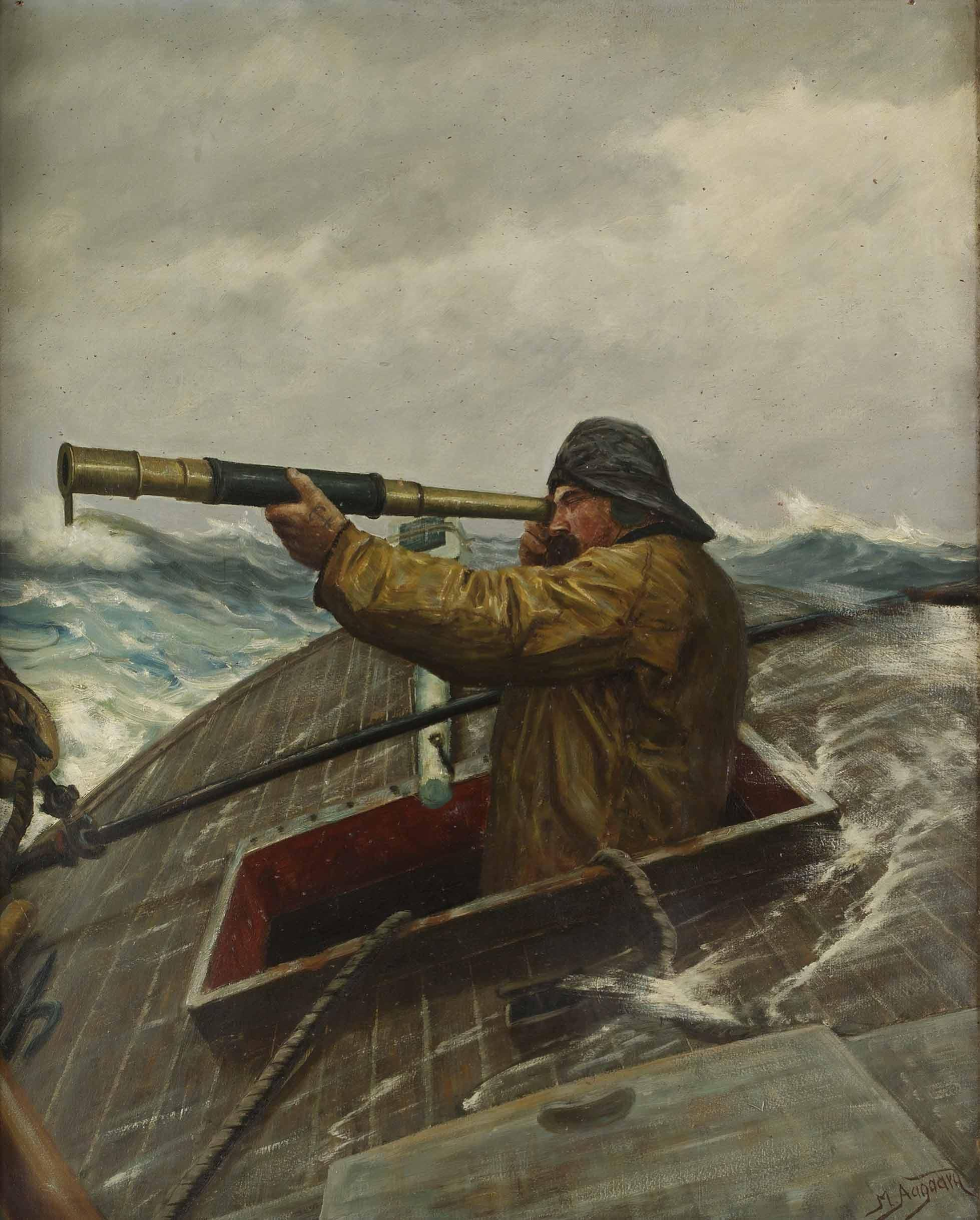
Sailor med kikkert
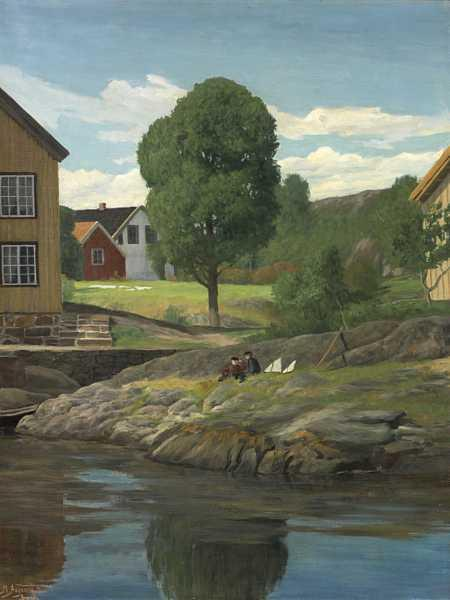
Borøen (1900)